# Kupferfolienspule
Eine Kupferfolienspule (englisch copper foil coil, CFC) ist eine Sonderbauform einer Luftspule oder einer Drossel- oder Transformatorwicklung, die nicht aus Kupferlackdraht, sondern aus dünnem, isoliertem Kupferblech bzw. -folie besteht.
Der Vorteil gegenüber gewöhnlichen Drahtspulen ist beim Einsatz in Lautsprecherweichen von Lautsprecherboxen die erheblich größere mechanische Stabilität und damit geringe Anfälligkeit gegen Mikrofonie und selbstinduzierte Resonanzen. Sie wird bei dieser Anwendung in der Regel auf einen Kunststoff- oder Holzkern gewickelt. Beim Einsatz für Hochfrequenz und in Schaltnetzteilen spielt auch die bei Folienleitern aufgrund des Skin-Effektes bessere Querschnittsausnutzung des Leiters eine Rolle. Nachteilig ist die größere Eigenkapazität solcher Spulen sowie (je nach Aufbau) der stärker in Erscheinung tretende Proximity-Effekt. Ein weiterer Nachteil von Folienwicklungen ist der höhere Fertigungs- und Technologieaufwand.
Folienspulen werden in Lautsprecherweichen, in Digitalverstärkern, Schaltnetzteilen und Drosseln benutzt.
In Schaltnetzteil-Übertragern werden teilweise auch Folienwicklungen aus Aluminium eingesetzt. Folienspulen in Lautsprecher-Frequenzweichen werden teilweise aus Silberblech oder einer Silber-Gold-Legierung angeboten. Diese haben bei gleicher Induktivität einen geringeren Innenwiderstand. Allerdings sind die Kosten höher und stehen in ungünstigem Verhältnis zum Nutzen. In der Anwendung als Ausgangsfilter bei Klasse-D-Verstärkern bieten Silberfolien einen etwas niedrigeren Ausgangswiderstand gegenüber Kupferspulen.
Verwandte Technologien sind die Verwendung von Flachdraht sowie die Fertigung von Drosseln und Transformatoren unter Verwendung von Leiterzügen auf Mehrlagen-Leiterplatten. Für letztere Technologie gibt es spezielle flache Bauformen von Ferritkernen (Bauform ELP, von englisch „E“ low profile), die in bzw. durch Aussparungen der Leiterplatten eingesetzt werden.